# أريا (ممثل)
أريا هو ممثل هندي، ولد في 11 ديسمبر 1980 بكيرلا في الهند.

## أعمال

### أفلام
- (2011) أورومي

## وصلات خارجية
- أريا على موقع IMDb (الإنجليزية)
- أريا على موقع ميوزك برينز (الإنجليزية)
- أريا على موقع أول موفي (الإنجليزية)
- أريا على موقع قاعدة بيانات الفيلم (الإنجليزية)